# マリア・キアーラ
マリア・キアーラ（Maria Chiara, 1939年11月24日 - ）は、イタリアのソプラノ歌手。
オデルツォの生まれ。1960年からヴェネツィア音楽院でアントニオ・カッシネッリに声楽を学び（後に結婚）、トリノでマリア・カルボーネの指導も受けた。1965年にヴェネツィアのドゥカーレ宮殿でヴェルディの「オテロ」を上演した際にデスデモナ役で出演して舞台デビューを果たした（共演はピエール・ミランダ・フェラーロ）。
1967年にはナポリのサン・カルロ劇場でプッチーニの「ラ・ボエーム」のミミ役を歌って成功を収め、1969年にはアレーナ・ディ・ヴェローナでプッチーニの「トゥーランドット」のリュー役で成功するなど、以降はイタリアのみならず世界中の主要歌劇場で国際的に活躍した。1972年にはミラノ・スカラ座にもビゼーの「カルメン」のミカエラ役でデビューしたが、以降は1985年のヴェルディの「アイーダ」まで出演機会が得られなかった。
キャリア初期はヴェルディの「椿姫」のヴィオレッタ（1977年のメトロポリタン歌劇場へのデビューも同役）から、キャリアの中盤以降ではアイーダや「仮面舞踏会」のアメーリア、「アッティラ」のオダベッラ等の重めの役も手掛けるようになった。ベルカント・オペラでもベッリーニの「清教徒」のエルヴィーラ、キャリア後年のドニゼッティの「アンア・ボレーナ」や「マリア・ストゥアルダ」などでも高い評価を受けている。高い練度の発声に加えて、コロラトゥーラの技術と広い声域を併せ持つソプラノだが、キャリア後年でも声を保ったまま、表現力を拡大・深化させていった。
1990年代中盤までイタリアを代表するオペラ歌手として国際的に活躍したが、4、５歳上のレナータ・スコットやミレッラ・フレーニに録音の機会を奪われる形となり、正規録音では、デッカへのLP3枚分のオペラ・アリア集とヴォルフ・フェラーリの「スザンナの秘密」と「アイーダ」、オイロディスクへの「蝶々夫人」など少数にとどまる。